# قناة الصعيد
قناة الصعيد إحدى قنوات شبكة تليفزيون المحروسة عرفت سابقاً بالقناة السابعة، بدأت إرسالها في يوليو 1994 لخدمة إقليم شمال الصعيد (بنى سويف، الفيوم، المنيا، أسيوط)، ويقع مقرها بمدينة المنيا.

## أهم البرامج
- عيون الشعب الجمعة التاسعة مساءً.
- بيوت مصرية الإثنين العاشرة مساءً.